# Burgstall Am Haus
Der Burgstall Am Haus befindet sich in Bergerhäusl, einem Ortsteil des niederbayerischen Marktes Ruhmannsfelden im Landkreis Regen. Der Burgstall befindet sich  550 m südlich der Pfarrkirche St. Laurentius von Ruhmannsfelden und 190 m nordöstlich der Wallfahrtskirche Osterbrünnl; von dieser kleinen Kirche aus führt ein Kreuzweg zu dem Waldstück mit dem Burgstall. Die Anlage wird als Bodendenkmal unter der Aktennummer D-2-7043-0004 im Bayernatlas als „Burgstall des Mittelalters“ geführt.

## Beschreibung
Der Burgplatz liegt in Spornlage östlich oberhalb der Teisnach. Zu dem Fluss hinunter fällt der Burghügel steil ab und die Anlage war von hier aus geschützt. Im Nordwesten und Westen wurden Wallgräben ausgehoben; man kann heute noch einen bogenförmigen Abschnittsgraben gut erkennen. Auch an der nach Süden abfallenden Seite des Burgplatzes ist noch ein schwach kenntlicher Graben auszumachen. Eventuelle Mauerreste werden auch in dem Burghügel vermutet. Die Anlage hat das Ausmaß von ca. 50 × 30 m. Ein Teil des Burgstalles wird heute als Kinderspielplatz genutzt.

## Geschichte
Ruhmannsfelden (auch Rudarfelden, Rumarsfelden, Rudmannsfelden oder Ruemannsvelden genannt) taucht erstmals in der ersten Hälfte des 12. Jahrhunderts auf. In einer Urkunde des Klosters Oberaltaich wird um 1160/90 ein „Gebo de Rudarfelden“ als Zeuge im Gefolge des Grafen Berthold I. von Bogen genannt. Dieser muss ein Ministeriale der Grafen von Bogen gewesen sein. Das Ortsadelsgeschlecht der Rumannsfeldner muss bald ausgestorben sein, denn um 1265 erscheint Ritter Heinrich von Pfelling als neuer Burgherr. Nachdem dieser um 1293 ohne Leibeserben verstorben war und das Erbe der Grafen von Bogen bereits 1242 an die Wittelsbacher gefallen war, fiel seine Veste Ruhmannsfelden, „die er sein Lebtag innegehabt und besessen hat“, dem  Landesherrn Heinrich XIII. anheim. Seine Nachfolger im Herzogtum Niederbayern erlaubten 1294 den Abbruch der Burg unter der Bedingung, dass die Steine zum Bau des kurz zuvor von den Pfellingern gestifteten Klosters Gotteszell verwendet werden.
Wegen drückender Schulden verkauften die Herzöge Otto III., Ludwig III. und Stephan I. als gemeinschaftliche Regenten des Herzogtums Niederbayern am 28. April 1295 dem Abt und dem Konvent von Kloster Aldersbach „Vesten und Marckht (castrum et forum)  zu Rudmarsvelden“ und weitere Besitzungen, die zuvor Heinrich von Pfelling innegehabt hatte. 1295 erhielt das Kloster auch die niedere Gerichtsbarkeit und die Hofmark Ruhmannsfelden konnte sich bis 1503 gut entwickeln. Im 14. und 15. Jahrhundert werden als Grundherren in Ruhmannsfelden auch die Rampsberger und die Degenberger genannt. Jakob der Degenberger von Altnußberg wurde am 14. Februar 1431 vom Kloster mit der Vogtei über Ruhmannsfelden betraut. Wegen der Abgelegenheit des Ortes und der dort aufgetretenen Pest und der Hussiten war bereits ein Verkauf der Hofmark auf Wiedereinlösung an den Degenberger überlegt worden. Aber erst am 24. August 1443 wurde die Übergabe vollzogen.  Am 2. Oktober 1496 verkauften die Vormünder der Kinder des Johannes zum Degenberg Ruhmannsfelden wieder an das Kloster Aldersbach. Dieses vertauschte 1503 den Markt und die Hofmark Ruhmannsfelden an das Kloster Gotteszell. Bis zur Säkularisation von 1803 verblieb Ruhmannsfelden mit aller Jurisdiction bei diesem Kloster.